# Хъсърджъарнавудкьой
Хъсърджъарнавудкьой или Арнауткьой (на турски: Hasırcıarnavutköy) е село в Източна Тракия, Турция, Вилает Одрин. Околия Мерич.

## География
Селото се намира на 15 км югозападно от Мерич.

## История
В XIX век Арнауткьой е албанско село в Узункьоприйска кааза в Одринския вилает на Османската империя. Според „Етнография на вилаетите Адрианопол, Монастир и Салоника“, издадена в Константинопол в 1878 година и отразяваща статистиката на населението от 1873 година, Арнаут кьой (Arnaout keui) има 105 домакинства и 448 жители албанци.
Според статистиката на професор Любомир Милетич в 1913 година в Арнауткьой живеят 70 гръцки семейства.
През 1923 година са заселени помаци от селата Бичово и Рашово, Гърция.